# Państwowa Inspekcja Handlowa
Państwowa Inspekcja Handlowa (w latach 1998–2000 Inspekcja Handlowa) – centralna jednostka organizacyjna istniejąca w latach 1950–2000, której celem było kontrola zaopatrzenia towarowego, ochrona interesów konsumenta i sprawności jego obsługi oraz zwalczania spekulacji.

## Powołanie inspekcji
Państwowa Inspekcja Handlowa została powołana dekretem z 1950 r. Od 1958 r. działała na podstawie ustawy.

## Zadania inspekcji
Zadaniem Państwowej Inspekcji Handlowej była ochrona interesów konsumenta, współdziałanie w zwalczaniu spekulacji oraz czuwanie nad przestrzeganiem przepisów, dotyczących obrotu towarowego, i nad prawidłowością działania aparatu handlowego, a w szczególności.:
- inspekcja uspołecznionej i prywatnej sieci handlowej oraz żywienia zbiorowego pod względem ilościowego, jakościowego i asortymentowego zaopatrzenia towarowego,
- inspekcja dystrybucji masy towarowej,
- sprawdzanie prowadzenia książek zażaleń i sposobu załatwiania zażaleń,
- inspekcja przestrzegania obowiązujących cen i ustalonych marż zarobkowych,
- inspekcja ochrony mienia socjalistycznego w zakresie sieci zakładów obrotu towarowego,
- inspekcja magazynowania, transportowania i zabezpieczania towarów,
- badanie jakości artykułów, stanowiących przedmiot wewnętrznego obrotu towarowego przez prowadzenie w tym celu laboratoriów analitycznych,
- inspekcja przestrzegania obowiązujących standardów i receptur,

- powoływanie rzeczoznawców w zakresie technologii artykułów stanowiących przedmiot wewnętrznego obrotu towarowego, rzeczoznawców w zakresie techniki obrotu tymi artykułami oraz probierców, wagowych, klasyfikatorów branżowych,

- orzekanie o zniszczeniu lub oddaniu do przerobu artykułów stanowiących przedmiot wewnętrznego obrotu towarowego, zepsutych lub nie nadających się do użytku,
- współdziałanie w zwalczaniu handlu nielegalnego i łańcuszkowego oraz innych form spekulacji, jak również gromadzenia i ukrywania towarów,
- sprawdzanie rzetelności miary i wagi w obrocie towarowym,
- inspekcja sprawności i poziomu obsługi konsumenta,
- współpraca z władzami sanitarnymi przy inspekcjonowaniu przestrzegania przepisów sanitarnych sieci zakładów obrotu towarowego.

## Uprawnienia Inspekcji
Dla wykonania swoich zadań organa Państwowej Inspekcji Handlowej uprawnione była do:
- dokonywania inspekcji w zakładach handlowych i w związanych z nimi zakładach produkcyjnych jak również towarów do nich przewożonych,
- przeglądania dokumentów i ksiąg oraz żądania wyjaśnień.
- wykonanie czynności, powinno odbywać się w miarę możności w obecności kierownika inspekcjonowanej placówki lub osoby upoważnionej do zastępowania go.
- sporządzania protokołu z przebiegu czynności, który przedstawiano do podpisu kierownikowi placówki lub osobie go zastępującej. Osoby te mogły zgłosić do protokołu swoje uwagi.
- przesyłanie odpisu protokołu do wiadomości prezydium właściwej rady narodowej oraz właściwej nadrzędnej organizacji gospodarczej. W przypadku skierowania protokołu do organów powołanych do ścigania przestępstw odpis protokołu przesyłano prezydium właściwej rady narodowej i nadrzędnej organizacji gospodarczej.

## Organy inspekcji
Organami Państwowej Inspekcji Handlowej był:
- Główny Inspektorat, na czele którego stał Główny Inspektor, oraz
- wojewódzkie inspektoraty (inspektoraty w m. st. Warszawie i m. Łodzi), na czele których stali wojewódzcy inspektorzy.

Głównego Inspektora mianował i zwalniał Minister Handlu Wewnętrznego.
Inspektorów wojewódzkich mianował i zwalniał Minister Handlu Wewnętrznego, a inspektorów powiatowych, miejskich i dzielnicowych mianował i zwalniał Główny Inspektor, po zasięgnięciu opinii prezydium właściwej rady narodowej. 

## Zmiany w związku z reformą ustrojową państwa
W 1998 r. nastąpiła zmiana nazwy Państwowej Inspekcji Handlowej na „Inspekcja Handlowa”. Ustawa z dnia 25 lutego 1958 r. o Państwowej Inspekcji Handlowej (ze zmianami) została uchylona ustawą z dnia 15 grudnia 2000 r. o Inspekcji Handlowej.